# Fahad Al Ansari
Pour les articles homonymes, voir Al Ansari.
Fahad Ebrahim Al Ansari (arabe : فهد إبراهيم الأنصاري) (né le 25 février 1987 à Koweït City au Koweït) est un footballeur international koweïtien, qui évolue au poste de milieu de terrain.

## Biographie

### Carrière en club
Avec le club d'Al Qadsia, il remporte la Coupe de l'AFC en 2014, en battant l'équipe irakienne d'Arbil.

### Carrière en sélection
Avec l'équipe du Koweït, il possède 59 sélections (avec un but inscrit) depuis 2009. 
Il figure dans le groupe des sélectionnés lors des Coupes d'Asie des nations de 2011 et de 2015.

## Palmarès
- Championnat du Koweït (4) :
  - Champion : 2008-09, 2009-10, 2010-11 et 2011-12.
  - Vice-champion : 2007-08 et 2012-13.

- Coupe du Koweït (4) :
  - Vainqueur : 2007, 2010, 2012 et 2013.

- Coupe Crown Prince du Koweït (2) :
  - Vainqueur : 2009 et 2013.
  - Finaliste : 2008 et 2012.

- Coupe de la Fédération du Koweït (4) :
  - Vainqueur : 2008, 2009, 2011 et 2013.

- Supercoupe du Koweït (3) :
  - Vainqueur : 2009, 2011 et 2013.
  - Finaliste : 2010 et 2012.

- Coupe de l'AFC (1) :
  - Vainqueur : 2014.
  - Finaliste : 2010 et 2013.

- Coupe d'Arabie saoudite (1) :
  - Vainqueur : 2017